# Canyon de Kaikoura
Le Canyon de Kaikoura est un canyon sous-marin situé au large de la péninsule de Kaikoura, à l'est de la Nouvelle-Zélande. Il commence à environ  500 m de la côte, mesure 60 km de long sur une profondeur allant jusqu'à 1 200 m.

## Courants océaniques
Les courants de bord ouest du gyre subtropical du Sud Pacifique induisent une résonance au large de la côte orientale de la Nouvelle-Zélande, qui se confond avec le courant circumpolaire antarctique au sud de 50°S . Les eaux de l'île du Sud de la Nouvelle-Zélande sont sous l'influence du courant océanique subantarctique Southland Current en provenance du sud da l'Australie et qui se déplace vers le nord-est de l'île du Sud pour bifurquer vers l'est dans l'océan Pacifique à hauteur  de la tranchée Hikurangi. La rencontre de ce courant avec le courant subtropical East Cape, en provenance du nord, au large de Kaikoura, créée des turbulences, dans les profondeurs de la fosse d'Harfang (en), en fonction des saisons. Il en résulte que la zone est particulièrement riche en biodiversité, la quantité du plancton ayant pour conséquence la présence de baleines et de dauphins,.

## Géologie
Le plateau continental de la côte nord-est de l'île du Sud revêt une couche de terres épaisse de 1 km à 1,5 km qui s'est formée durant 24 millions d'années. Cette couche repose sur des sédiments marins vieux de 138 millions d'années qui se sont posés sur une base rocheuse de grauwacke,  une roche sédimentaire détritique de la classe des arénites de 280 millions d'années. Le canyon de Kaikoura offre une coupe profonde dans ce plateau continental ayant une largeur comprise entre 20 km et 100 km sur la côte est de l'île du Sud. 
Le sable et les alluvions drainés par le courant du nord, qui les dirige vers le Hikurangi plus bas, sont déposés sur les versants abrupts peuvent générer avec les séismes des  glissements dans le canyon. En fonction de leur taille et leur étendue, ils sont facteurs de tsunamis côtier d'une magnitude considérable. Lors du séisme de Kaikoura le 14 novembre 2016, un gigantesque glissement de terrain sous-marin y a eu lieu. Ce séisme a donné l'opportunité aux scientifiques d'analyser et de comprendre les processus qui génèrent ce genre de canyon sous-marin. Les données concernant le relief ont été acquises par une équipe de scientifiques du National Institute of Water and Atmospheric Research (Niwa).

## Flore et faune
En 2006, les scientifiques de l' Institut national de recherche sur l'eau et l'atmosphère (NIWA) ont exploré les eaux profondes du canyon durant trois jours. Ils ont constaté que l' écosystème du canyon de Kaikoura est 10 à 100 fois plus dense que dans les autres écosystèmes. Ils ont dénombré 500 espèces différentes au mètre carré qui vivent dans le fond du canyon, soit dix fois plus grande qu'ailleurs. La biomasse y est cent fois plus forte ils ont indiqué qu'environ 5 000 poissons à l'hectare, soit 10 fois plus que dans le Pacifique Nord.
D' importants dépôts de limon et de boue sur les bords du canyon ont été constatés lors des études scientifiques menées. Ces alluvions qui pourraient causer des tsunamis sur les côtes lors d'importants séismes sous- marin ou lors d'éventuels tremblements de terre. Par le passé ont été enregistrés près de 150 glissements de  terrain .